# 伴房次郎
伴 房次郎（ばん ふさじろう、1874年9月20日 - 1956年11月19日）は日本の法学者、教育者。専門は民法。小樽高等商業学校（現在の小樽商科大学）第二代校長。長男伴素彦はサンモリッツオリンピックスキージャンプ日本代表で日本製粉株式会社の会長も務めた。

## 来歴
1874年（明治7年）京都市伏見区生まれ。京都府尋常中学校、第四高等学校 (旧制)を経て1902年（明治35年）東京帝国大学法科大学法律学科を卒業し京都帝国大学法科大学講師となる。翌1903年（明治36年）助教授となり、1908年（明治41年）からイギリス、フランス、ドイツへ留学。
1912年（明治45年）帰国し7月より北海道の小樽高等商業学校に教授として赴任する。
1921年（大正10年）11月28日付けで初代渡邊龍聖校長のあとを受けて校長に就任、1935年（昭和10年）まで同職を務めた。
「小樽商科大学史」(1976年2月5日財界評論新社発行）などによれば温厚篤実な人柄で周囲に慕われた。
また1921年に発足した小樽スキー倶楽部の初代会長を務めた。
| 公職          | 公職                               | 公職            |
| ------------- | ---------------------------------- | --------------- |
| 先代 渡辺龍聖 | 小樽高等商業学校長 1921年 - 1935年 | 次代 苫米地英俊 |